# Sands End
Sands End est un grand quartier de Londres localisé dans le district de Hammersmith et Fulham. Sands End formait une communauté ouvrière très unie et fut le cœur industriel de Fulham, de par ses usines gazières, ses centrales électriques et ses dépôts pétroliers qui représentaient une source de travail pour les familles locales sur plusieurs générations. Une rapide augmentation de la demande immobilière dans les années 1970 doublée d'avancées dans le processus de raffinement du pétrole ont conduit inexorablement à la gentrification, voyant l'apparition de bureaux d'affaires et d'appartements sur le marché immobilier.

## Géographie
Le quartier de Sands End est entouré au nord par le quartier de Walham Green, au nord-est par le quartier de Chelsea, à l'est par le quartier Battersea (sur l'autre rive de la Tamise), au sud-est par la jonction ferroviaire de Clapham, au sud par le quartier de Wandsworth (sur l'autre rive de la Tamise), au sud-ouest par le quartier de Fulham, à l'ouest par le quartier de Parsons Green et au nord-ouest par le quartier de West Brompton.